# Les Fromages automobiles
Les Fromages automobiles és una pel·lícula muda de Georges Méliès estrenada el 1907.

## Sinopsi
Els viatgers es troben en un autobús la línia del qual està indicada: "Bicêtre - Charenton - Ville Evrard - Chaillot"; un empleat revisa els bitllets. Els passatgers comencen a queixar-se, ensumant una olor desagradable i buscant el culpable. Els arguments sorgeixen perquè una dama grassa amb formatge sembla ser la responsable. Després de ser extret, els seus formatges comencen a moure's, intentant també abandonar l'aparell. La següent escena té lloc a la comissaria, on els formatges vénen a salvar la dama grassa asfixiant els querellants i la policia.